# Quentin C. Aanenson
Quentin C. Aanenson (Rock County, de Minnesota, 21 d'abril del 1921 - 28 de desembre de 2008) fou un pilot veterà de la Segona Guerra Mundial. Fou capità del 391vè Fighter Squadron, de les forces de l'Aire de l'exèrcit estatunidenc.
Va participar en la invasió de Normandia i a la campanya europea de la Segona Guerra Mundial.
La seva participació en la guerra va ser documentada en un documental de tres hores que ell mateix va escriure, produir i narrar: A Fighter Pilot's Story i que s'ha passat en múltiples televisions. També s'ha fet la versió en DVD. Aanenson és un Comandant de la Legió d'Honor francesa, que representa els americans que van servir a França. També apareix al documental de Ken Burns, The War, explicant les seves experiències.